# Campeonato Mundial de Halterofilismo de 2023 - Mais de 109 kg masculino
A categoria mais de 109 kg masculino foi um evento do Campeonato Mundial de Halterofilismo de 2023, disputado em Riade, na Arábia Saudita, no dia 17 de setembro de 2023.

## Calendário
Horário local (UTC+3)
| Dia            | Horário | Fase    |
| -------------- | ------- | ------- |
| 17 de setembro | 09:00   | Grupo D |
| 17 de setembro | 11:30   | Grupo C |
| 17 de setembro | 14:00   | Grupo B |
| 17 de setembro | 16:30   | Grupo A |

## Medalhistas
| Evento    | Ouro                   | Ouro   | Prata                   | Prata  | Bronze                 | Bronze |
| --------- | ---------------------- | ------ | ----------------------- | ------ | ---------------------- | ------ |
| Arranque  | Lasha Talakhadze (GEO) | 220 kg | Gor Minasyan (BHR)      | 213 kg | Varazdat Lalayan (ARM) | 212 kg |
| Arremesso | Lasha Talakhadze (GEO) | 253 kg | Simon Martirosyan (ARM) | 250 kg | Ali Davoudi (IRI)      | 249 kg |
| Total     | Lasha Talakhadze (GEO) | 473 kg | Varazdat Lalayan (ARM)  | 460 kg | Gor Minasyan (BHR)     | 459 kg |

## Recordes
Antes desta competição, o recorde mundial da prova era o seguinte:
| Recorde         | Tipo      | Atleta                 | Peso   | Local     | Data                   |
| Recorde Mundial | Arranque  | Lasha Talakhadze (GEO) | 225 kg | Tasquente | 17 de dezembro de 2021 |
| Recorde Mundial | Arremesso | Lasha Talakhadze (GEO) | 267 kg | Tasquente | 17 de dezembro de 2021 |
| Recorde Mundial | Total     | Lasha Talakhadze (GEO) | 492 kg | Tasquente | 17 de dezembro de 2021 |

## Resultado
Os resultados foram os seguintes.
| Pos.              | Atleta                          | Grupo | Arranque (kg) | Arranque (kg) | Arranque (kg) | Arranque (kg)     | Arremesso (kg) | Arremesso (kg) | Arremesso (kg) | Arremesso (kg)    | Total      |
| Pos.              | Atleta                          | Grupo | 1             | 2             | 3             | Resultado         | 1              | 2              | 3              | Resultado         | Total      |
| ----------------- | ------------------------------- | ----- | ------------- | ------------- | ------------- | ----------------- | -------------- | -------------- | -------------- | ----------------- | ---------- |
| Medalha de ouro   | Lasha Talakhadze (GEO)          | A     | 208           | 215           | 220           | Medalha de ouro   | 245            | 253            | 260            | Medalha de ouro   | 473        |
| Medalha de prata  | Varazdat Lalayan (ARM)          | A     | 205           | 212           | 217           | Medalha de bronze | 242            | 248            | 255            | 4                 | 460        |
| Medalha de bronze | Gor Minasyan (BHR)              | A     | 205           | 213           | 220           | Medalha de prata  | 240            | 246            | 253            | 5                 | 459        |
| 4                 | Ali Davoudi (IRI)               | A     | 195           | 195           | 203           | 4                 | 240            | 249            | 255            | Medalha de bronze | 452        |
| 5                 | Simon Martirosyan (ARM)         | A     | 195           | 200           | 205           | 6                 | 240            | 250            | 255            | Medalha de prata  | 450        |
| 6                 | Eduard Ziaziulin (ANA)          | A     | 200           | 201           | 201           | 5                 | 230            | 240            | 243            | 7                 | 431        |
| 7                 | Ali Rubaiawi (IRQ)              | B     | 185           | 190           | 198 JWR       | 7                 | 221            | 228            | 231            | 11                | 419        |
| 8                 | Lee Jae-sang (KOR)              | B     | 170           | 175           | 175           | 18                | 227            | 241            | 241            | 6                 | 416        |
| 9                 | David Liti (NZL)                | B     | 174           | 178           | 181           | 12                | 224            | 224            | 226            | 8                 | 407        |
| 10                | Mart Seim (EST)                 | B     | 175           | 180           | 185           | 13                | 225            | 225            | 232            | 9                 | 405        |
| 11                | Eishiro Murakami (JPN)          | B     | 176           | 181           | 185           | 11                | 220            | 225            | 231            | 12                | 401        |
| 12                | Bakari Turmanidze (GEO)         | B     | 176           | 181           | 185           | 10                | 214            | 220            | 221            | 14                | 399        |
| 13                | Oleh Hanzenko (UKR)             | C     | 173           | 179           | 184           | 14                | 210            | 210            | 211            | 17                | 390        |
| 14                | Hojamuhammet Toýçyýew (TKM)     | B     | 175           | 180           | 181           | 17                | 215            | 215            | 215            | 13                | 390        |
| 15                | Anthony Coullet (FRA)           | C     | 160           | 165           | 165           | 23                | 205            | 215            | 222            | 10                | 387        |
| 16                | Caine Wilkes (USA)              | C     | 165           | 170           | 175           | 16                | 203            | 211            | 216            | 16                | 386        |
| 17                | Sanele Mao (SAM)                | C     | 170           | 175           | 180           | 15                | 210            | 217            | 220            | 18                | 385        |
| 18                | Péter Nagy (HUN)                | C     | 162           | 168           | 168           | 22                | 205            | 213            | 219            | 15                | 381        |
| 19                | Alejandro Medina (USA)          | C     | 165           | 170           | 175           | 21                | 203            | 210            | 217            | 19                | 373        |
| 20                | David Litvinov (ISR)            | C     | 155           | 161           | 166           | 24                | 195            | 195            | 200            | 20                | 361        |
| 21                | Gilberto Lemus (GUA)            | D     | 160.          | 170           | 175           | 20                | 190            | 190            | 200            | 23                | 360        |
| 22                | Ragnar Holme (NOR)              | C     | 157           | 157           | 163           | 26                | 195            | 200            | —              | 21                | 352        |
| 23                | Hassan Al-Radhi (KSA)           | D     | 145           | 152           | 156           | 27                | 182            | 190            | 195            | 22                | 346        |
| 24                | Bilal Bouamr (MAR)              | D     | 150           | 156           | 157           | 28                | 180            | 186            | 190            | 24                | 336        |
| 25                | Križan Rajič (CRO)              | D     | 140           | 145           | 150           | 29                | 170            | 175            | 179            | 25                | 324        |
| 26                | Fazal Karim Turkmen (AFG)       | D     | 130           | 135           | 140           | 30                | 170            | 175            | 178            | 26                | 318        |
| 27                | Bokang Kagiso (BOT)             | D     | 120           | 120           | —             | 31                | 145            | —              | —              | 27                | 265        |
| 28                | Muratbyekiin Bakhbyergyen (MGL) | D     | 105           | 108           | 111           | 32                | 133            | 138            | 142            | 28                | 246        |
| —                 | Ayat Sharifi (IRI)              | A     | 192           | 199           | 202           | 8                 | 233            | 233            | 242            | —                 | —          |
| —                 | Kamil Kučera (CZE)              | B     | 175           | 175           | 176           | —                 | —              | —              | —              | —                 | —          |
| —                 | Jo Seong-bin (KOR)              | B     | 180           | 189           | 191           | 9                 | 221            | 222            | 222            | —                 | —          |
| —                 | Arkadiusz Michalski (POL)       | C     | 168           | 168           | 171           | —                 | —              | —              | —              | —                 | —          |
| —                 | Jin Cheng (TPE)                 | C     | 150           | 160           | 170           | 25                | 190            | 190            | —              | —                 | —          |
| —                 | Tamaš Kajdoči (SRB)             | C     | 165           | 172           | 177           | 19                | —              | —              | —              | —                 | —          |
| —                 | Abdelrahman El-Sayed (EGY)      | D     | 180           | 185           | 185           | —                 | —              | —              | —              | —                 | —          |
| —                 | Rustam Djangabaev (UZB)         | A     | —             | —             | —             | —                 | —              | —              | —              | —                 | —          |
| —                 | Walid Bidani (ALG)              | B     | —             | —             | —             | —                 | —              | —              | —              | —                 | —          |
| —                 | Man Asaad (SYR)                 | D     | —             | —             | —             | —                 | —              | —              | —              | —                 | —          |
| —                 | Enzo Kuworge (NED)              | D     | —             | —             | —             | —                 | —              | —              | —              | —                 | —          |
| —                 | Kosuke Chinen (JPN)             | D     | —             | —             | —             | —                 | —              | —              | —              | —                 | —          |
| —                 | Hernán Viera (PER)              | D     | —             | —             | —             | —                 | —              | —              | —              | —                 | —          |
| —                 | Gurdeep Singh (IND)             | D     | —             | —             | —             | —                 | —              | —              | —              | —                 | —          |
| —                 | Reza Rouhi (WRT)                | C     | Não largou    | Não largou    | Não largou    | Não largou        | Não largou     | Não largou     | Não largou     | Não largou        | Não largou |